# Dorfchemnitz
Dorfchemnitz è un comune della Sassonia, in Germania.
Appartiene al circondario della Sassonia Centrale ed è parte della Verwaltungsgemeinschaft Sayda.